# اومرو (ویسکانسین)
اومرو، ویسکانسین  (به انگلیسی: Omro) شهری در شهرستان وینباگو ایالت ویسکانسین است که در سال ۱۹۴۴ بنیان‌گذاری شده‌است. این شهر طبق سرشماری سال ۲۰۱۰ میلادی ۳٬۵۱۷ نفر جمعیت داشته‌است.

## نگارخانه

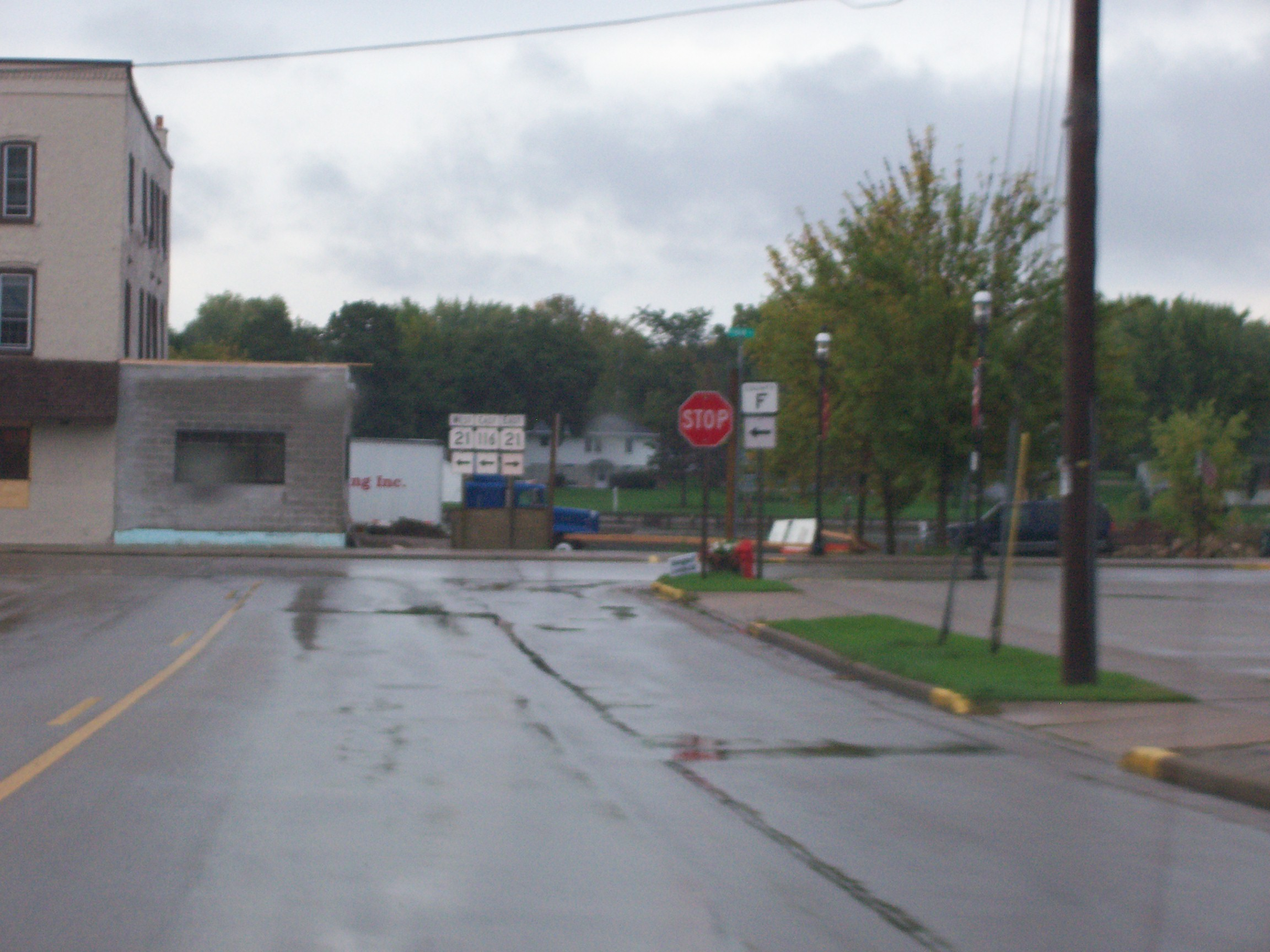
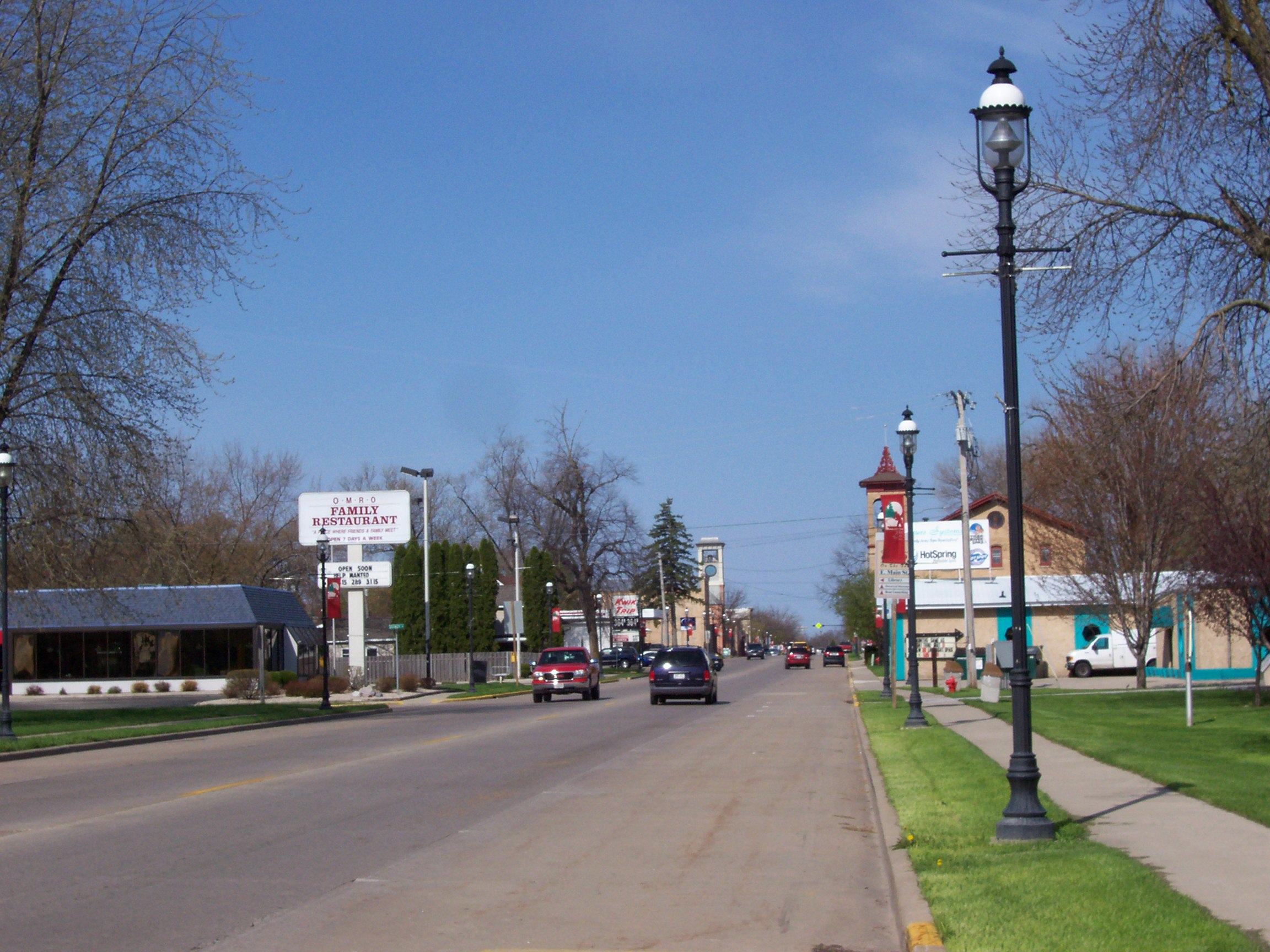
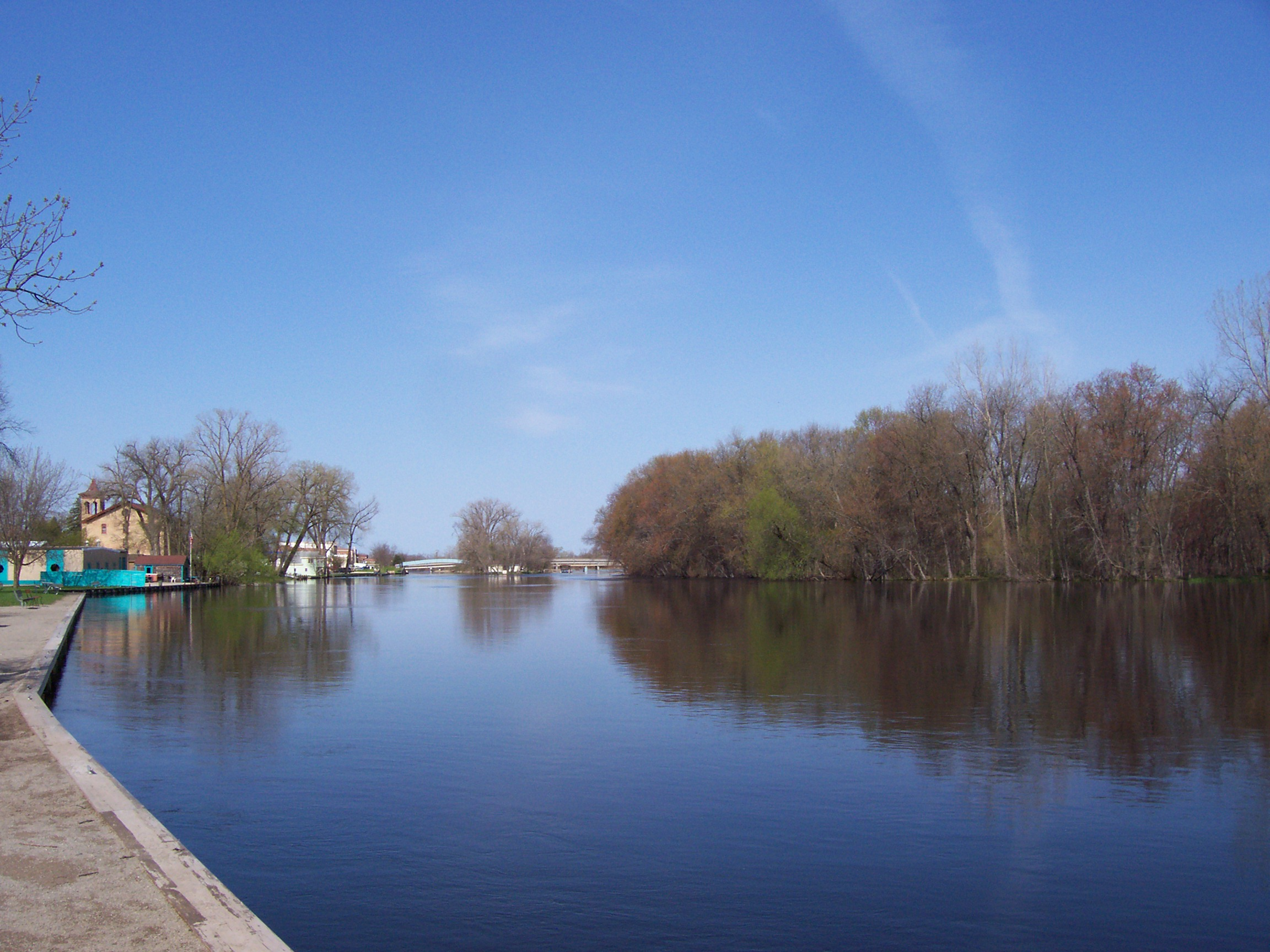
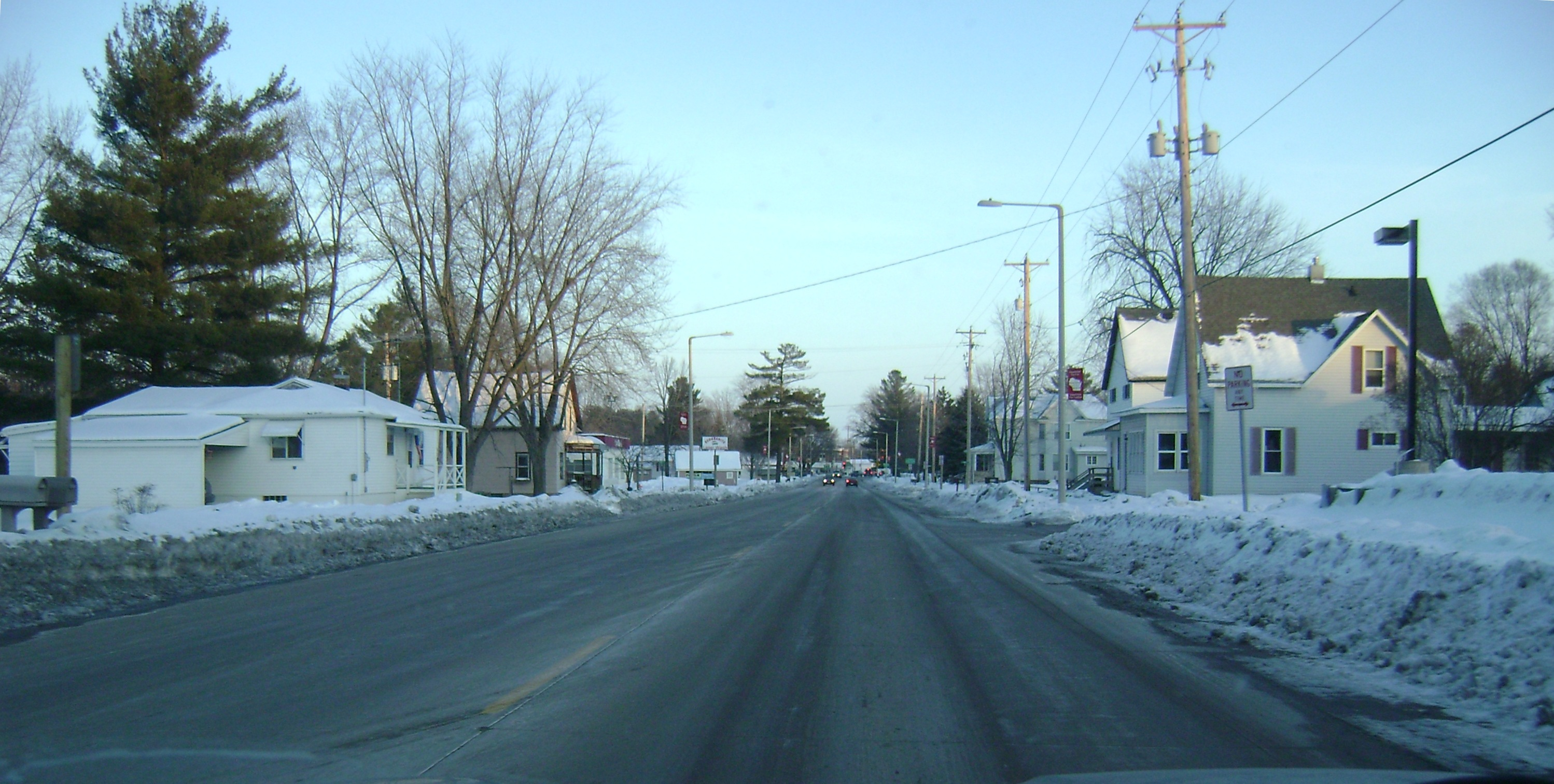
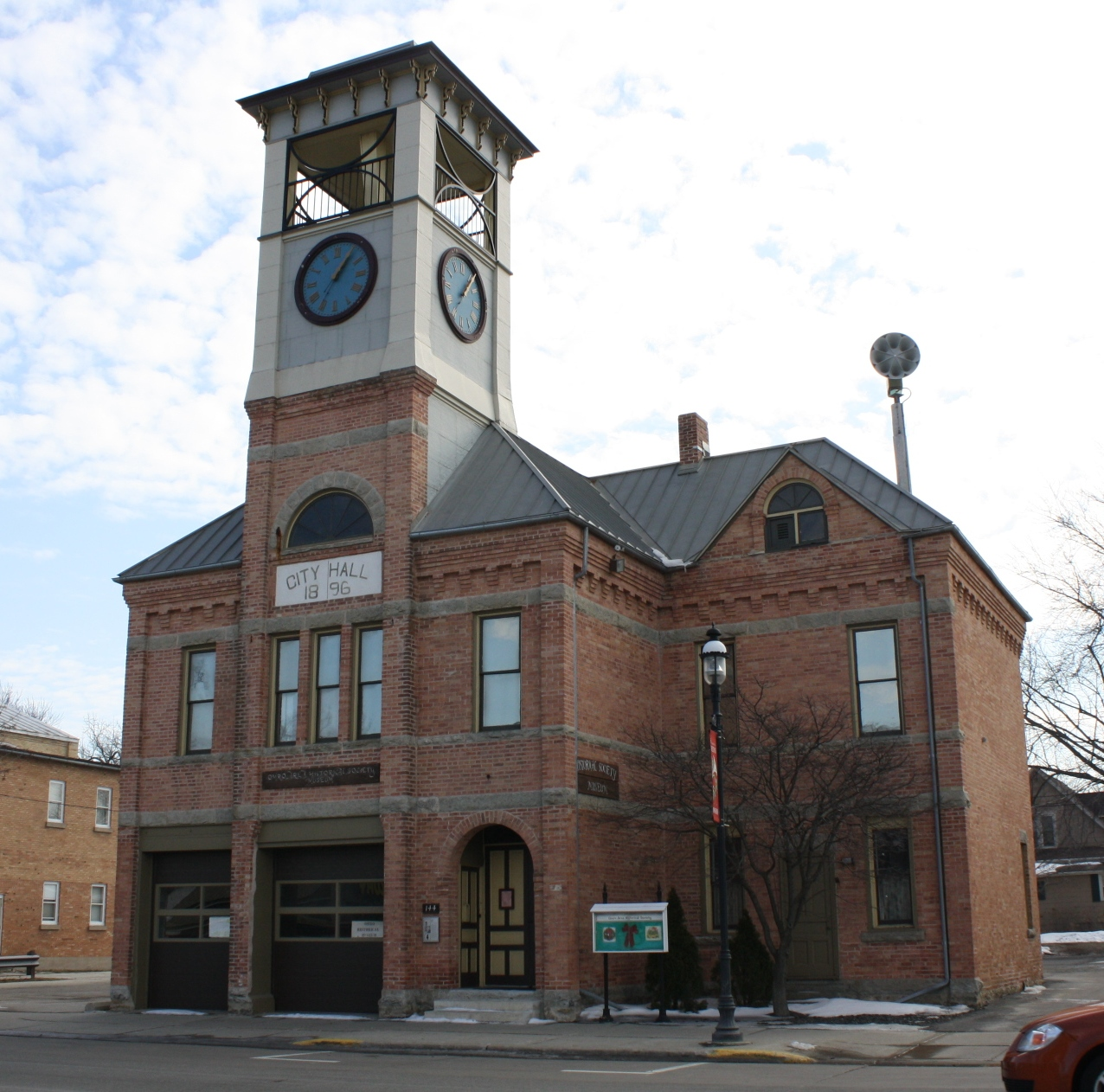